# Donte Gennie
Andonte Maurice Gennie (* 2. April 1983) ist ein US-amerikanischer Basketballtrainer und ehemaliger -spieler.

## Werdegang

### Spieler
Von 2003 bis 2007 gehörte der aus Tallahassee (US-Bundesstaat Florida) stammende Gennie der Hochschulmannschaft Georgia Southern University an und erreichte in 119 Spielen im Durchschnitt 10,8 Punkte. Seinen besten Wert erbrachte er in der Saison 2006/07 (16,2 Punkte je Begegnung).
Im Sommer 2007 wurde Gennie vom deutschen Zweitligisten Phoenix Hagen verpflichtet. Er erzielte im Verlauf der Saison 2007/08 12,8 Punkte je Begegnung und schloss sich zum Folgespieljahr KB Bashkimi Prizren (Kosovo) an. Mit 21,4 Punkten je Begegnung trug Gennie zum Gewinn der kosovarischen Meisterschaft bei. 2009/10 stand er bei Marso-Vagép NYKK in Ungarn unter Vertrag.
2010 wechselte Gennie zu FC Argeș Pitești nach Rumänien, spielte anschließend im selben Land für SCM CSU Craiova und hernach erneut für Pitești.

### Trainer
Nach der Rückkehr in sein Heimatland erlangte er einen Hochschulabschluss an der Grand Canyon University.
In Florida war er als Trainer an der Crossroad Academy Charter School beschäftigt. 2019/20 war Gennie Assistenztrainer bei den Frauen des Hinds Community College im US-Bundesstaat Mississippi. 2020 wechselte er als Cheftrainer der Schülermannschaft an die Godby High School, für die Gennie als Jugendlicher selbst gespielt hatte.
2023 stieß er zum Trainerstab der Florida Agricultural and Mechanical University (FAMU) und wurde Assistenztrainer bei den FAMU-Frauen.